# Chanoy
Chanoy là một xã thuộc tỉnh Haute-Marne trong vùng Grand Est đông bắc nước Pháp. Xã này nằm ở khu vực có độ cao trung bình 334 mét trên mực nước biển. Dân số xã Chanoy thời điểm năm 2006 là 136 người.